# Böleberget
Böleberget är en kulle i Finland.   Den ligger i den ekonomiska regionen  Helsingfors  och landskapet Nyland, i den södra delen av landet, 25 km nordost om huvudstaden Helsingfors. Toppen på Böleberget är 49 meter över havet.
Terrängen runt Böleberget är platt. Runt Böleberget är det ganska tätbefolkat, med 54 invånare per kvadratkilometer. Närmaste större samhälle är Vanda, 10,8 km sydväst om Böleberget. I omgivningarna runt Böleberget växer i huvudsak barrskog.